# Registracijske oznake za cestovna vozila u Hrvatskoj
Standardna registarska pločica vozila u Republici Hrvatskoj sastoji se od dva slova koja označavaju iz kojega grada vozilo dolazi koje je grbom Republike Hrvatske odvojeno od tri ili četiri broja, a na kraju se nalaze jedno ili dva slova koja su od brojeva odvojena crticom.
Moguća je individualizacija registarske pločice, odnosno da ona ima oznaku iz grada kojeg vozilo dolazi, a po želji u nastavku registarske pločice ima tri ili četiri broja i zatim jedno ili dva slova. Daljnja individualizacija podrazumijeva da pločica također mora imati napis iz kojega grada dolazi, a zatim je sve ispisano po želji korisnika s minimalno jednom brojkom ili slovom, a maksimalno osam slova ili brojki, dok se slova i brojke moraju odvojiti crticom.
Na standardnim registarskim pločicama sva slova i brojke su crna, dok su kod inozemnih državljana koji privremeno borave u Republici Hrvatskoj i kod privremeno registriranih vozila ona zelena. Na velikim kamionima i većim vozilima koja su prevelika za neke manje ceste slova i brojke registarske pločice moraju biti crvena.
Registarske pločice MUP-a Republike Hrvatske sastoje se od šest plavih brojki koja su na dva jednaka dijela podijeljena grbom Republike Hrvatske. Na vozilima vojske Republike Hrvatske podloga je žuta, a slova su crna. No, vojna vozila nemaju oznaku iz kojega su grada, nego oznaku HV. Registracija kod diplomatskih vozila je ponešto drugačija, odnosno podloga je plava, a slova i brojke su žute.
Sve navedene pločice su napravljene od metala, dok su probne registarske pločice od papira. To su privremene oznake koje se koriste dok se vozilo ne registrira i osigura.
Prema novome pravilniku, koji je trebao stupiti na snagu 1. srpnja 2015., svi su gradovi trebali imati svoje pločice. No taj je rok zbog raznih neslaganja poslije natječaja bio odgođen.
Dolaskom nove Vlade (2016.) odlučeno je da će zbog štednje pločice ostati nepromijenjene odnosno da svaki grad ipak neće dobiti svoje pločice već će se na postojeće pločice, na lijevoj strani, dodati prepoznatljiva HR/EU naljepnica.
Od 4. srpnja 2016. u Hrvatskoj se izdaju nove registarske oznake s europskim logom.

## Registracijske oznake gradova
Na registracijskim pločicama za cestovna vozila (automobile, kamione, autobuse, radna vozila i radne strojeve, motorkotače) iz Hrvatske postoje ove oznake:
| Oznaka | Gradovi | Općine |
| ------ | --- | --- |
| BJ     | Bjelovar, Čazma, Garešnica                                                                                                | Berek, Hercegovac, Ivanska, Kapela, Nova Rača, Rovišće, Severin, Šandrovac, Štefanje, Velika Pisanica, Veliko Trojstvo, Velika Trnovitica, Zrinski Topolovac |
| BM     | Beli Manastir | Bilje, Čeminac, Darda, Draž, Jagodnjak, Kneževi Vinogradi, Petlovac, Popovac |
| ČK     | Čakovec, Mursko Središće, Prelog                                                                                          | Belica, Dekanovec, Domašinec, Donja Dubrava, Donji Kraljevec, Donji Vidovec, Goričan, Gornji Mihaljevec, Kotoriba, Mala Subotica, Nedelišće, Orehovica, Podturen, Pribislavec, Selnica, Strahoninec, Sveta Marija, Sveti Juraj na Bregu, Sveti Martin na Muri, Šenkovec, Štrigova, Vratišinec                                         |
| DA     | Daruvar, Grubišno Polje, Lipik, Pakrac                                                                                    | Dežanovac, Đulovac, Končanica, Sirač, Veliki Grđevac |
| DE     | Čabar, Delnice | Brod Moravice, Fužine, Lokve, Mrkopalj, Ravna Gora, Skrad |
| DJ     | Đakovo | Drenje, Gorjani, Levanjska Varoš, Punitovci, Satnica Đakovačka, Semeljci, Strizivojna, Trnava, Viškovci |
| DU     | Dubrovnik, Korčula, Metković, Opuzen, Ploče                                                                               | Blato, Dubrovačko primorje, Janjina, Konavle, Kula Norinska, Lastovo, Lumbarda, Mljet, Orebić, Pojezerje, Slivno, Smokvica, Ston, Trpanj, Vela Luka, Zažablje, Župa dubrovačka |
| GS     | Gospić, Novalja, Otočac, Senj                                                                                             | Brinje, Donji Lapac, Karlobag, Lovinac, Perušić, Plitvička Jezera, Udbina, Vrhovine |
| IM     | Imotski | Cista Provo, Lokvičići, Lovreć, Podbablje, Proložac, Runovići, Zagvozd, Zmijavci |
| KA     | Duga Resa, Karlovac, Slunj, Ozalj                                                                                         | Barilovići, Bosiljevo, Cetingrad, Draganić, Generalski Stol, Krnjak, Lasinja, Netretić, Rakovica, Ribnik, Vojnić, Žakanje |
| KC     | Đurđevac, Koprivnica | Drnje, Đelekovec, Ferdinandovac, Gola, Hlebine, Kalinovac, Kloštar Podravski, Koprivnički Bregi, Koprivnički Ivanec, Legrad, Molve, Novigrad Podravski, Novo Virje, Peteranec, Podravske Sesvete, Rasinja, Sokolovac, Virje |
| KR     | Donja Stubica, Klanjec, Krapina, Oroslavje, Pregrada, Zabok, Zlatar                                                       | Bedekovčina, Budinščina, Desinić, Đurmanec, Gornja Stubica, Hrašćina, Hum na Sutli, Jesenje, Konjščina, Kraljevec na Sutli, Krapinske Toplice, Kumrovec, Lobor, Mače, Marija Bistrica, Mihovljan, Novi Golubovec, Petrovsko, Radoboj, Stubičke Toplice, Sveti Križ Začretje, Tuhelj, Veliko Trgovišće, Zagorska Sela, Zlatar Bistrica |
| KT     | Kutina, Novska, Popovača                                                                                                  | Jasenovac, Lipovljani, Velika Ludina |
| KŽ     | Križevci | Gornja Rijeka, Kalnik, Sveti Ivan Žabno, Sveti Petar Orehovec |
| MA     | Makarska, Vrgorac | Baška Voda, Brela, Gradac, Podgora, Tučepi |
| NA     | Donji Miholjac, Našice | Donja Motičina, Đurđenovac, Feričanci, Koška, Magadenovac, Marijanci, Podravska Moslavina, Podgorač, Viljevo |
| NG     | Nova Gradiška | Cernik, Davor, Dragalić, Gornji Bogićevci, Nova Kapela, Okučani, Rešetari, Stara Gradiška, Staro Petrovo Selo, Vrbje |
| OG     | Ogulin | Josipdol, Plaški, Saborsko, Tounj |
| OS     | Belišće, Osijek, Valpovo                                                                                                  | Antunovac, Bizovac, Čepin, Erdut, Ernestinovo, Petrijevci, Šodolovci, Vladislavci, Vuka |
| PU     | Buje, Buzet, Labin, Novigrad, Pazin, Poreč, Pula, Rovinj, Umag, Vodnjan                                                   | Bale, Barban, Brtonigla, Cerovlje, Fažana, Gračišće, Grožnjan, Kanfanar, Karojba, Kaštelir-Labinci, Kršan, Lanišće, Ližnjan, Lupoglav, Marčana, Medulin, Motovun, Oprtalj, Pićan, Raša, Sveta Nedelja, Sveti Lovreč, Sveti Petar u Šumi, Svetvinčenat, Tinjan, Višnjan, Vižinada, Vrsar, Žminj                                        |
| PŽ     | Kutjevo, Pleternica, Požega                                                                                               | Brestovac, Čaglin, Jakšić, Kaptol, Velika |
| RI     | Bakar, Cres, Crikvenica, Kastav, Kraljevica, Krk, Mali Lošinj, Novi Vinodolski, Opatija, Rab, Rijeka, Vrbovsko            | Baška, Čavle, Dobrinj, Jelenje, Klana, Kostrena, Lovran, Malinska – Dubašnica, Matulji, Mošćenička Draga, Omišalj, Punat, Vinodol, Viškovo, Vrbnik |
| SB     | Slavonski Brod | Bebrina, Brodski Stupnik, Bukovlje, Donji Andrijevci, Garčin, Gornja Vrba, Gundinci, Klakar, Oprisavci, Oriovac, Podcrkavlje, Sibinj, Sikirevci, Slavonski Šamac, Velika Kopanica, Vrpolje |
| SK     | Glina, Hrvatska Kostajnica, Sisak, Petrinja                                                                               | Donji Kukuruzari, Dvor, Gvozd, Hrvatska Dubica, Lekenik, Majur, Martinska Ves, Sunja, Topusko |
| SL     | Orahovica, Slatina | Crnac, Čačinci, Čađavica, Mikleuš, Nova Bukovica, Sopje, Voćin, Zdenci |
| ST     | Hvar, Kaštela, Komiža, Omiš, Sinj, Solin, Split, Stari Grad, Supetar, Trilj, Trogir, Vis, Vrlika                          | Bol, Dicmo, Dugi Rat, Dugopolje, Hrvace, Jelsa, Klis, Lećevica, Marina, Milna, Muć, Nerežišća, Okrug, Otok, Podstrana, Postira, Prgomet, Primorski Dolac, Pučišća, Seget, Selca, Sućuraj, Sutivan, Šestanovac, Šolta, Zadvarje |
| ŠI     | Drniš, Knin, Skradin, Šibenik, Vodice                                                                                     | Bilice, Biskupija, Civljane, Ervenik, Kijevo, Kistanje, Murter-Kornati, Promina, Pirovac, Primošten, Rogoznica, Ružić, Tisno, Unešić |
| VK     | Otok, Vinkovci | Andrijaševci, Ivankovo, Jarmina, Markušica, Nijemci, Nuštar, Privlaka, Stari Jankovci, Stari Mikanovci, Tordinci, Vođinci |
| VT     | Virovitica | Gradina, Lukač, Pitomača, Suhopolje, Špišić Bukovica |
| VU     | Ilok, Vukovar | Bogdanovci, Borovo, Lovas, Negoslavci, Tompojevci, Tovarnik, Trpinja |
| VŽ     | Ivanec, Lepoglava, Ludbreg, Novi Marof, Varaždin, Varaždinske Toplice                                                     | Bednja, Breznica, Breznički Hum, Beretinec, Cestica, Donja Voća, Martijanec, Gornji Kneginec, Jalžabet, Klenovnik, Ljubešćica, Mali Bukovec, Maruševec, Petrijanec, Sračinec, Sveti Đurđ, Sveti Ilija, Trnovec Bartolovečki, Veliki Bukovec, Vidovec, Vinica, Visoko                                                                  |
| ZD     | Benkovac, Biograd na Moru, Nin, Obrovac, Pag, Zadar                                                                       | Bibinje, Galovac, Gračac, Jasenice, Kali, Kukljica, Lišane Ostrovičke, Novigrad, Pakoštane, Pašman, Polača, Poličnik, Posedarje, Povljana, Preko, Privlaka, Ražanac, Sali, Stankovci, Starigrad, Sukošan, Sveti Filip i Jakov, Škabrnja, Tkon, Vir, Zemunik Donji                                                                     |
| ZG     | Dugo Selo, Ivanić-Grad, Jastrebarsko, Samobor, Sveta Nedelja, Sveti Ivan Zelina, Velika Gorica, Vrbovec, Zagreb, Zaprešić | Bedenica, Bistra, Brckovljani, Brdovec, Dubrava, Dubravica, Farkaševac, Gradec, Jakovlje, Klinča Sela, Krašić, Kloštar Ivanić, Kravarsko, Križ, Luka, Marija Gorica, Orle, Pisarovina, Pokupsko, Preseka, Pušća, Rakovec, Rugvica, Stupnik, Žumberak                                                                                  |
| ŽU     | Županja | Babina Greda, Bošnjaci, Cerna, Drenovci, Gradište, Gunja, Štitar, Vrbanja |

### Bivše oznake
- PS – ne izdaje se jer je Podravska Slatina preimenovana u Slatinu[5]
- SP – ne izdaje se jer je Slavonska Požega preimenovana  u Požegu[5]

## Ostale registracijske oznake
Registracijske oznake za vozila diplomatskih i konzularnih predstavništava, misija stranih država i predstavništava međunarodnih organizacija u Republici Hrvatskoj i njihova osoblja.
| Kratica | Objašnjenje |
| ------- | --- |
| A       | oznaka za vozila u vlasništvu diplomatskih predstavništava, misija stranih država i predstavništava međunarodnih organizacija u Republici Hrvatskoj i njihova osoblja koja imaju diplomatski status                                |
| C       | oznaka za vozila u vlasništvu konzularnih predstavništava i njihova osoblja koja imaju konzularni status |
| M       | oznaka za vozila čiji su vlasnici stranci koji su zaposleni u diplomatskim i konzularnim predstavništvima, misijama stranih država i predstavništvima međunarodnih organizacija u Republici Hrvatskoj, a nemaju diplomatski status |
| CMD     | dopunska pločica za vozila kojima se koristi šef diplomatskog predstavništva ili misije |
| CD      | Corps Diplomatique dopunska pločica za vozila kojima se koristi osoba s diplomatskim statusom |
| CC      | Corps Consulaire dopunska pločica za vozila kojima se koristi konzularni dužnosnik |

## Vanjske poveznice
|  | Zajednički poslužitelj ima još gradiva o temi Registracijske oznake za cestovna vozila u Hrvatskoj |

- Pravilnik o registraciji vozila
- Centar za vozila Hrvatske  Arhivirana inačica izvorne stranice od 1. rujna 2012. (Wayback Machine)